# Каролина (фильм)
«Каролина» (англ. Carolina) — американская комедия с элементами мелодрамы 2003 года.

## Сюжет
Это история об амбициозной девушке из эксцентричной южной семьи, чья карьера процветает, а вот личная жизнь идет в никуда. У Каролины есть хорошая работа в телевизионном шоу, стильная квартира в центре Лос-Анджелеса и лучший друг — сосед Альберт. Единственное, чего не хватает Каролине — совершенного мужчины, который бы соответствовал её совершенной жизни. И, кажется, она встречает такого. Но сможет ли он стать «своим» в её семье? После рождественской вечеринки совершенный мужчина бросает Каролину; она ссорится с другом, теряет работу и самого близкого человека… Сможет ли Каролина снова наладить свою жизнь и стать новой главой семьи? А главное, суждено ли ей счастье в личной жизни?

## В ролях
| Актёр             | Роль                    |
| ----------------- | ----------------------- |
| Джулия Стайлз     | Каролина Мирабо         |
| Ширли Маклейн     | Бабушка Миллсент Мирабо |
| Алессандро Нивола | Альберт Моррис          |
| Рэнди Куэйд       | Теодор «Тед» Мирабо     |
| Эдвард Аттертон   | Хит Пирсон              |
| Азура Скай        | Джорджия Мирабо         |
| Мика Бурем        | Мэйн Мирабо             |
| Дженнифер Кулидж  | Тётя Мэрилин            |
| Лиза Шеридан      | Дебби                   |
| Эмбbр Чайлдерс    | Каролина в детстве      |
| Дэйви Чейз        | Джорджия в детстве      |
| Майкл Пэйнс       | Джон                    |
| Лора Форд         | Кейт                    |
| Одри Василевски   | Тара                    |